# Илья Муромец. Пролог
«Илья Муромец (Пролог)» — рисованный мультипликационный фильм 1975 года, созданный режиссёром Иваном Аксенчуком по мотивам русской былины о богатыре Илье Муромце и каликах перехожих. В фильме использована музыка Рейнгольда Глиэра из симфонии «Илья Муромец» под редакцией Томаса Корганова.
Первый из дилогии: через три года было снято продолжение «Илья Муромец и Соловей-разбойник» (1978).
В городе Муроме жили Иван и Ефросинья, муж и жена. У них родился сын Илья. Почти тридцать лет он страдал от болезни — не мог пошевелить ни руками, ни ногами. Началась война. Проходившие мимо дома три старца, искавшие воинов, вылечили Илью и наградили его богатырской силой. В благодарность им Илья Муромец отправился на войну.

## Создатели
- Автор сценария: Михаил Вольпин
- Режиссёр: Иван Аксенчук
- Художники-постановщики: Александр Винокуров, Пётр Репкин
- Оператор: Борис Котов
- Звукооператор: Георгий Мартынюк
- Ассистенты: Татьяна Домбровская, Елена Гололобова
- Монтажёр: Любовь Георгиева
- Художники-мультипликаторы: Виктор Шевков, Алексей Букин, Александр Панов, Елена Малашенкова, Виктор Арсентьев, Николай Фёдоров, Лев Рябинин
- Редактор: Пётр Фролов
- Директор картины: Фёдор Иванов
- Текст читает: Алексей Консовский

## Отзывы критиков
Критики характеризуют начатую этим мультфильмом былинную тему в творчестве Аксенчука — режиссёра-мультипликатора, известного прежде всего своими мультипликационными сказками («смешными, добрыми и наивными») как отдельную главу, жанровую ветвь в его наследии. Помимо этого мультфильма (с продолжением) к былинному жанру примыкает мультфильм Аксенчука 1984 года «Синеглазка».
Мультфильм продолжил традицию безусловной героизации образов богатырей, начатую фильмом А. Птушко «Илья Муромец» 1956 года. Свидетельством этого служит открытая стилизация былинного текста, читаемого за кадром. Образ врага, пришедшего на русскую землю, в этом мультфильме визуально решён нарочито лишённым антропоморфности: его представляет силуэтное изображение с фиксацией «растянутого» движения, формирующее образ ураганной, зооморфной стихии.